# هامانه (اردکان)
هامانه2 (اردکان)، روستای کوچکی از توابع بخش خرانق شهرستان اردکان در استان یزد ایران است.

## جمعیت
این روستا در دهستان رباطات قرار دارد و براساس سرشماری مرکز آمار ایران در سال ۱۳۸۵، جمعیت آن ۱۸۷ نفر (۶۹خانوار) بوده‌است.